# Dziady (drama)
Dziady (česky také jako Tryzna) je záměrně fragmentární romantické drama polského básníka Adama Mickiewicze vydané v letech 1823– 1860. Název dramatu je převzat ze slovanských (zejména běloruských) pohanských obřadů (svátků mrtvých), při nichž mělo být duším dědů (zemřelých předků) pomoženo prostřednictvím jejich vyvolávání, zpěvů a poskytnutím jídla a nápojů dosáhnout posmrtného klidu. Drama je považováno za jedno z nejvýznamnějších děl polského i evropského romantismu a podle George Sandové je lze řadit po bok takových děl jako je Goethův Faust nebo Byronův Manfréd.

## Vznik dramatu
Drama se skládá ze tří volně souvisejících částí a ze zlomků první části, vydané posmrtně, která je považována za nedokončenou (části jsou uvedeny podle roku svého vydání):
- Dziady, část II., vydaná roku 1823,
- Dziady, část IV., vydaná roku 1823,
- Dziady, část III., vydaná roku 1832,
- Dziady, část I., nalezená nedokončená v pozůstalosti a vydaná posmrtně v roce 1860.

Části II. a IV. jsou podle místa svého vzniku nazývány Dziady vilensko-kovenské, protože vznikly za básníkova pobytu v litevském Vilnu a Kovnu v letech 1820-1823. Mají tajuplnou baladickou atmosféru a jsou významným příspěvkem k boji romantiků s klasicismem. Projevuje se v nich vliv gotického románu, Goethovy a Byronovy poezie i nenaplněné básníkovy mladistvé lásky ke šlechtičně Maryle Wereszczakové. Manifestují také romantický vztah k folklóru jako k živému zdroji inspirace. Sám autor potvrzuje, že obřadní písně, kouzla i říkadla v dramatu uvedená jsou ve většině věrně a někdy i doslovně převzaty z lidové poezie.
Brzy po vydání II. a IV. části byl Mickiewicz zatčen v souvislosti s proticarskou činností studentů ve Spolku filomatů na  univerzitě ve Vilnu a vypovězen do Ruska, kde prožil pět let. Tyto události tvoří osnovu III. části označované jako Dziady drážďanské, které vznikly bezprostředně po porážce polského listopadového povstání na jaře roku 1832 v Drážďanech a jsou považovány za manifest polského patriotismu.
Zlomky I. části byly nalezeny v Mickiewiczově pozůstalosti a vydané posmrtně v roce 1860 v Paříži. Jde o nesouvisející scény, které byly napsány pravděpodobně kolem roku 1821. Neví se, proč tuto část Mickiewicz nedopsal, resp. proč rukopis nezničil, pokud jej nechtěl dopsat. Někteří literární historici dokonce považují i tuto část za ucelené dílo.

## Charakteristika dramatu
Dílo má volnou kompozici, je vlastně cyklem čtyř dramat, jejichž jednotícím prvkem je obřad svátku mrtvých a také postava hlavního hrdiny. Prolínají se v něm dvě roviny (reálná a duchovní) a principem jeho výstavby je žánrový, stylový a estetický synkretismus, kdy se velkolepé scény střídají s komorními lyrickými útvary, písněmi a samostatnými básněmi a vznešená tragédie se spojuje s komedií a groteskou. Někteří literární historikové také poukazují na to, že v díle se projevuje vliv hermetismu, esoterismu, teosofie, spiritualismu, alchymie a svobodného zednářství.
V dramatu také není respektováno technické omezení divadelních děl, takže se vlastně jedná o tzv. knižní drama, tj. o divadelní hru, která není určena pro uvedení na jevišti a necílí tedy na diváky ale na čtenáře.

## Obsah jednotlivých částí
Obsah jednotlivých částí dramatu je uveden podle roku jejich vydání.

### Dziady, část II.

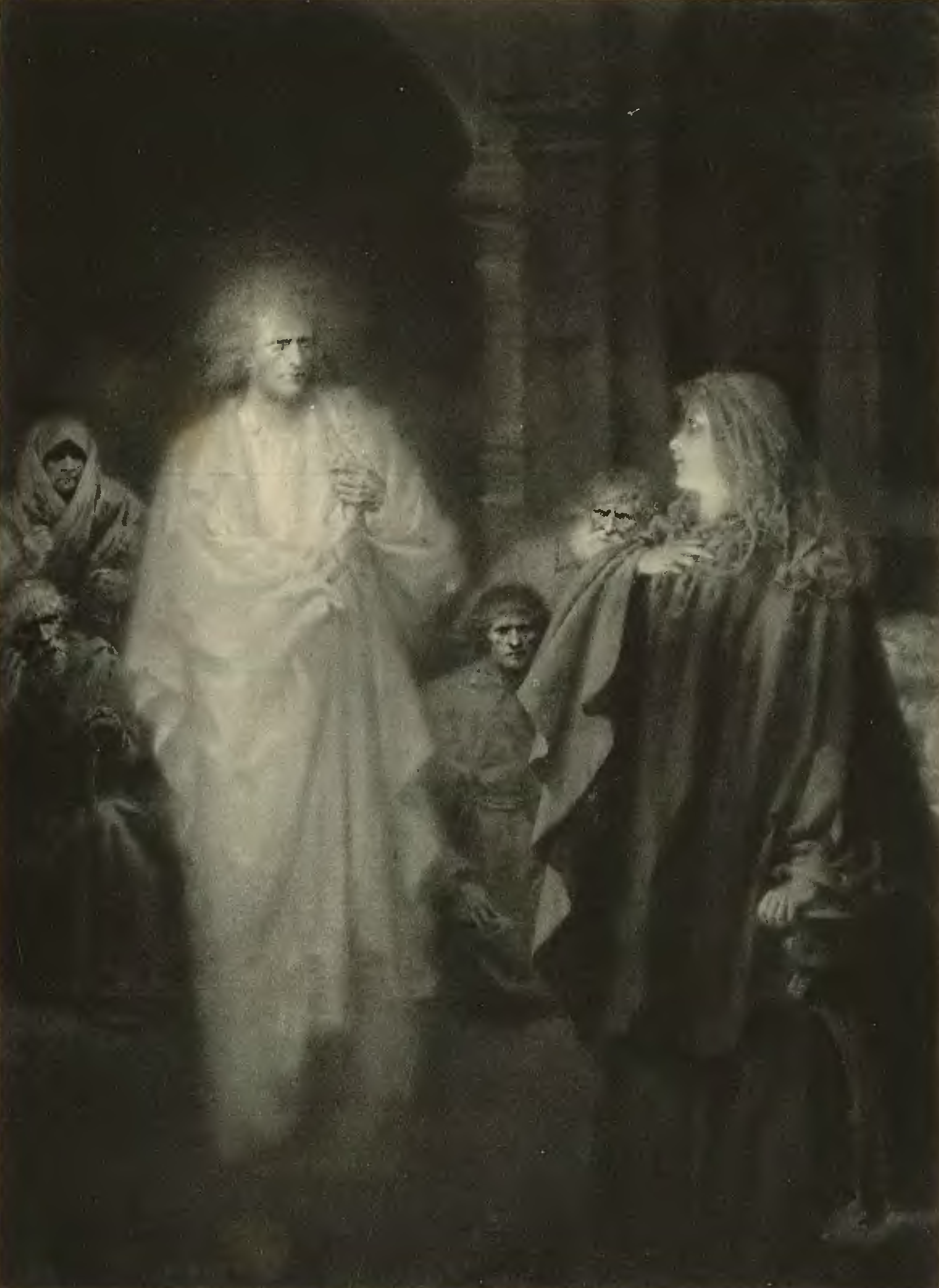
Ilustrace Czesława Boryse Jankowského z roku 1896 ke II. části

Jde o první část tzv. Dziad vilensko-kovenských, které vznikly za básníkova pobytu v litevském Vilnu a Kovnu a byly publikované v roce 1823. Mickiewicz zde vyjadřuje své životní názory založené především na lidové morálce a na jeho vlastních myšlenkách o lásce a smrti. Vlastní skladbě předchází baladická báseň s názvem Úpír (Upior) .
Děj se odehrává v noci v kapli, kde se shromáždila skupina lidí z nedaleké vesnice, aby se zúčastnily lidového rituálu svátku mrtvých. Rituál vede guślarz (věštec, kouzelník provozující magické praktiky), který vzývá duše v očistci s přáním zmírnit jejich utrpení a pomoci jim dostat se do nebe. Samotný pohanský obřad je tak ovlivněn křesťanským náboženstvím.
Na zavolání shromážděných vesničanů přicházejí tři druhy duchů: lehčí, těžcí a střední. Prvními, lehkými duchy, jsou dvě děti, které jsou sice v ráji, ale nemohou se dostat do nebe, protože nikdy netrpěly. Poté se objeví přízrak těžkého ducha, krutého pána, který se jako živý člověk nechoval jako lidská bytost. Vesničané mu nemohou dát najíst, protože jej pronásledují ptáci představující ty, kteří jeho vinou zemřeli, a ti by mu poskytnutý pokrm rozsápali. Další duch (střední) je přízrak mladé a krásné dívky Zoši, jejíž chybou bylo, že do své smrti v devatenácti letech nikdy nikomu neopětovala lásku a láska je potřeba k činu spásy.
Uplyne půlnoc a rituál končí. Nečekaně se ale objeví tajemný bledý duch, který nereaguje na volání ani na kletby čaroděje a ostatních shromážděných. Tento duch jde mlčky k jedné z vesnických žen a ukazuje na své zraněné srdce. Vesničané ženu odvedou z kaple a duch je následuje. 
Tento tajemný duch silně připomíná postavu Gustava ze IV. části a jeho zjevení do jisté míry vysvětluje báseň Úpír, která tuto část uvádí. Titulním hrdinou této skladby je postava s blíže neurčeným způsobem existence: není naživu, ale ani není definitivně mrtvý. Je to duch odsouzený za hřích (sebevraždu) k trestu opakování svého utrpení ve světě každý rok. Toto utrpení je spojeno s nešťastnou láskou a životem mezi lidmi, kteří mu nerozumí.

### Dziady, část IV.

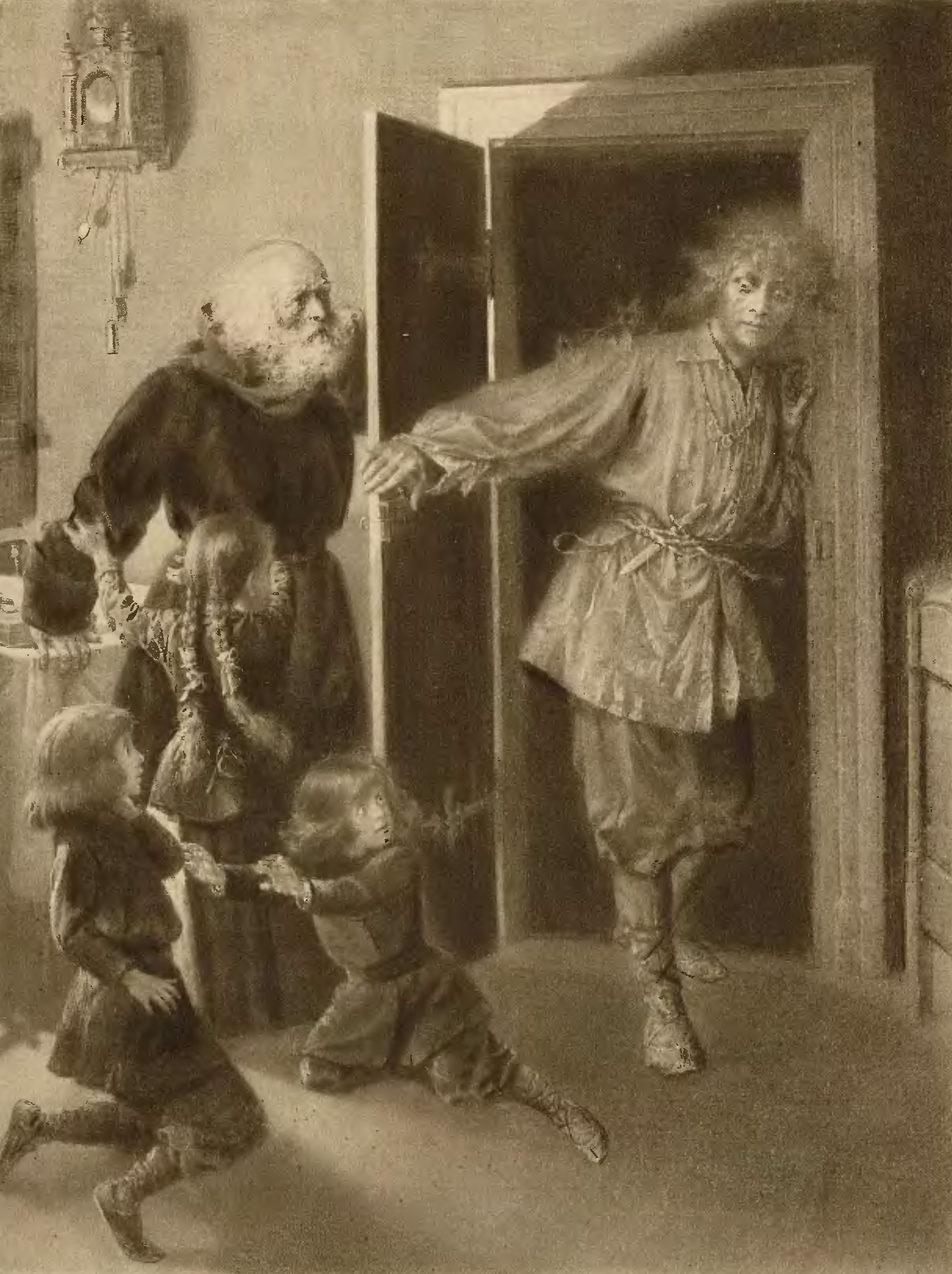
Ilustrace Czesława Boryse Jankowského z roku 1896 ke IV. části

Jde o druhou část tzv. Dziad vilensko-kovenských, vydaných roku 1823. Je to drama o lásce, v němž je hlavní postavou nešťastný milenec jménem Gustav, a jeho děj se odehrává mezi devátou hodinou večerní a půlnocí na památku všech zesnulých v domě kněze, který byl v minulosti Gustavovým učitelem. Kněz, posluchač Gustavova příběhu, je ztělesněním racionalismu a konformismu, Gustav zase představuje romantický spiritualismus.
Ovdovělý kněz se svými dětmi se po večeří modli za duše v očistci. V tom jej navštíví jakýsi podivně oblečený poustevník, který vypadá jako příšera (upír) a kterého se děti bojí. Kněz přepokládá, že jde o pomateného člověka a nabízí mu, aby se u něho ohřál, odpočinul si a občerstvil se. Poustevník následně odhaluje před knězem hluboké rány ve své duši. Byl kdysi jeho oblíbeným žákem Gustavem a jeho mladistvé názory formovalo čtení Rousseauovy Nové Heloisy a Goethova Utrpení mladého Werthera. Zamiloval se do dívky krásné tělem i duší a žil jenom pro ní, ona však byla donucena provdat se za bohatého muže se šlechtickým titulem. Zničený nešťastnou láskou ztratil Gustav duševní rovnováhu, pomatený na rozumu spáchal sebevraždu a za trest se stal osamělým poustevníkem, tulákem, příšerou.
Gustav stráví u kněze tři hodiny (hodinu lásky, zoufalství a výstrahy), po uplynutí každé vždy zhasne jedna ze tří hořících svíček. Výstraha je učená knězi, který zavinil Gustavovo neštěstí tím, že mu dával ke čtení sentimentální mistrovská díla, která nezobrazují skutečný svět. Před půlnocí se Gustav dostane do tak strašlivého rozpoložení, že se probodne dýkou. Kněz s hrůzou sleduje, že to Gustavovi v ničem nebrání, protože je již mrtev. Po uplynutí poslední hodiny Gustav zmizí.

### Dziady, část III.
Tato část dramatu byla napsána na jaře roku 1832 v Drážďanech (vydána byla v tom samém roce v Paříži) a nese proto název Dziady drážďanské. Spojuje v sobě politicko-historické a mimosmyslové otázky a jejími charakteristickými rysy je diskontinuita, fragmentace a otevřená, volná kompozice (žádná z četných dějových linií není dokončena a osudy postav zůstávají otevřené). Je považována za mistrovské dílo polského romantického dramatu.
Drama bylo napsáno po porážce polského listopadového povstání a Mickiewcz se v něm inspiroval události ze svého mládí: svým zatčením a odsouzením v souvislosti s proticarskou činností studentů ve Spolku filomatů na  univerzitě ve Vilnu v roce 1824. Hlavní postava dramatu se sice podobá Gustavovi ze IV. části, ale již nejde o romantického milence. Proto v prologu nazvaném Litva (Litwa) píše hlavní hrdina ve vězení latinsky na zeď „Dnes zemřel Gustav, dnes se narodil Konrád.“ Mickiewicz věnoval tuto část lidem bojujícím za polskou svobodu a postavy dramatu jsou převážně vězni obviněni ze spiknutí proti ruskému carovi.

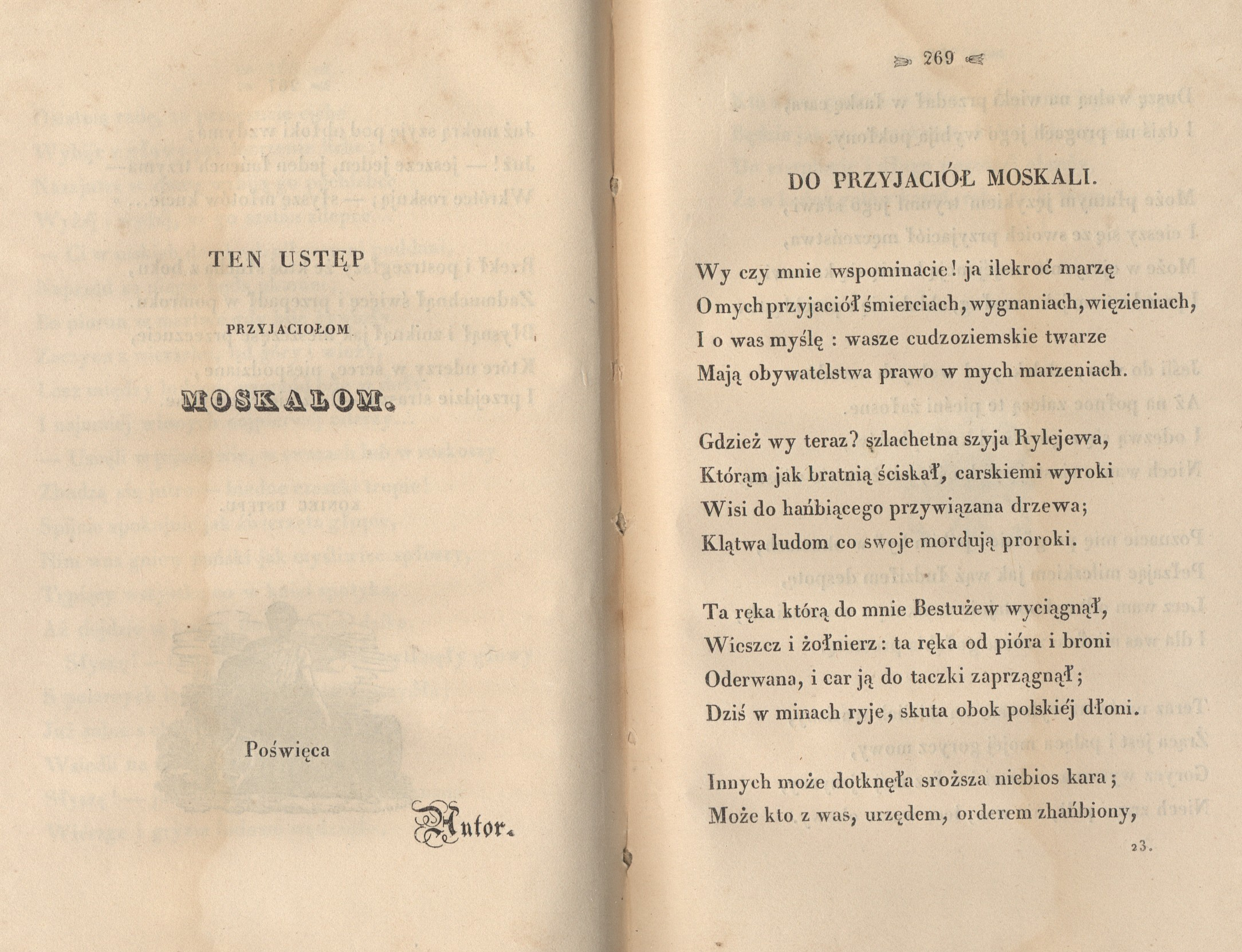
Mým moskevským přátelům (Do przyjaciół Moskali), vydání z roku 1838

Drama obsahuje mnoho tajemných epizod; historické postavy se objevují vedle duchů, andělů i ďábla. Konrád ve svém monologu, běžně známém jako Velká improvizace (Wielka Improwizacja), hovoří s Bohem o svých vlasteneckých citech a osobním neštěstí. Svá básnická díla přirovnává k výtvorům Boha a přírody a tvrdí, že jsou jim zcela rovny, ne-li lepší. Obviňuje boha, že nechává lidi trpět – zejména jeho a Poláky pod nadvládou tří cizích říší, a přesto si přeje být nazýván Otcem, uctíván a milován. Je připraven bojovat proti Bohu za zlepšení osudu svého národa a celého lidstva, rouhá se a přirovnává se k Satanovi. Tvrdí ale, že bude náročnějším nepřítelem, protože na rozdíl od svého předchůdce v této bitvě použije srdce, nikoli rozum. Mezitím se andělé a ďáblové perou o Konrádovu duši.
Typickým rysem III. části je její rozdělení na dva prolínající se světy, na otevřený a skrytý. Otevřeným je reálný svět, ve kterém se básník stává nemilosrdným analytikem a kritikem „vyšší“ polské povrchní společnosti, která pohrdá lidmi nižšího postavení, je lhostejná k osudu země a zaměřuje se jen  na zábavu. Druhý svět je skrytý (duchovní). Obsahuje básníkovu koncepci mesianismu polských dějin, spočívající v paralele mezi utrpením Ježíše a obětí pronásledovaných Poláků zbavených vlastní státnosti. Vyjádřením tohoto postoje je kněz Petr, který má schoponost vizí budoucnosti. Ve své předpovědi se zmiňuje o příchodu obránce a vzkřísitele národa z krve dávných bohatýrů, jehož jméno bude čtyřicet a čtyři. Toto mystické kabalistické číslo je některými literárními teoretiky vykládáno jako zašifrované jméno Adam, takže tento obránce by měl být samotný básník.
Na otázku, co si počít, když v čele národa stojí skety, odpovídá básník přirovnáním Poláků k lávě. Na povrchu je tvrdá a ohavná, ale její vnitřní oheň nemůže uhasit ani sto let chladu.
Poslední výstup III. části se věnuje vlastnímu obřadu dziady. Děj se odehrává na hřbitově v okolí kaple a začíná dialogem Kouzelníka a smutné ženy, jež čeká na svého milého. Její milovaný se nakonec zjeví, avšak je plný bodných ran. Kouzelník řekne, že jsou od nepřátel národa, ale že jednu z nich si zasadil sám. Žena se na konci výstupu modlí za jeho spásu, aby jejího milého zhojil Bůh svou láskou.
Celá III. část je zakončena ostře proticarským Dovětkem (Ustęp), lyricko-epickým komentářem popisující bezútěšný obraz carského Ruska. Dovětek obsahuje sedm básní, ve kterých básník líčí vyhnancovu cestu do Ruska, napadá carský despotismus a připomíná také své přátelství s odsouzenýni děkabristy. Jde o básně Cesta na Rus (Droga do Rosji), Předměstí sídelního města (Przedmieścia stolicy), Petrohrad (Petersburg), Pomník Petra Velikého (Pomnik Piotra Wielkiego), Přehlídka vojska (Przegląd vojska), Oleszkiewicz a Mým moskevským přátelům (Do przyjaciół Moskali).

### Dziady, část I.

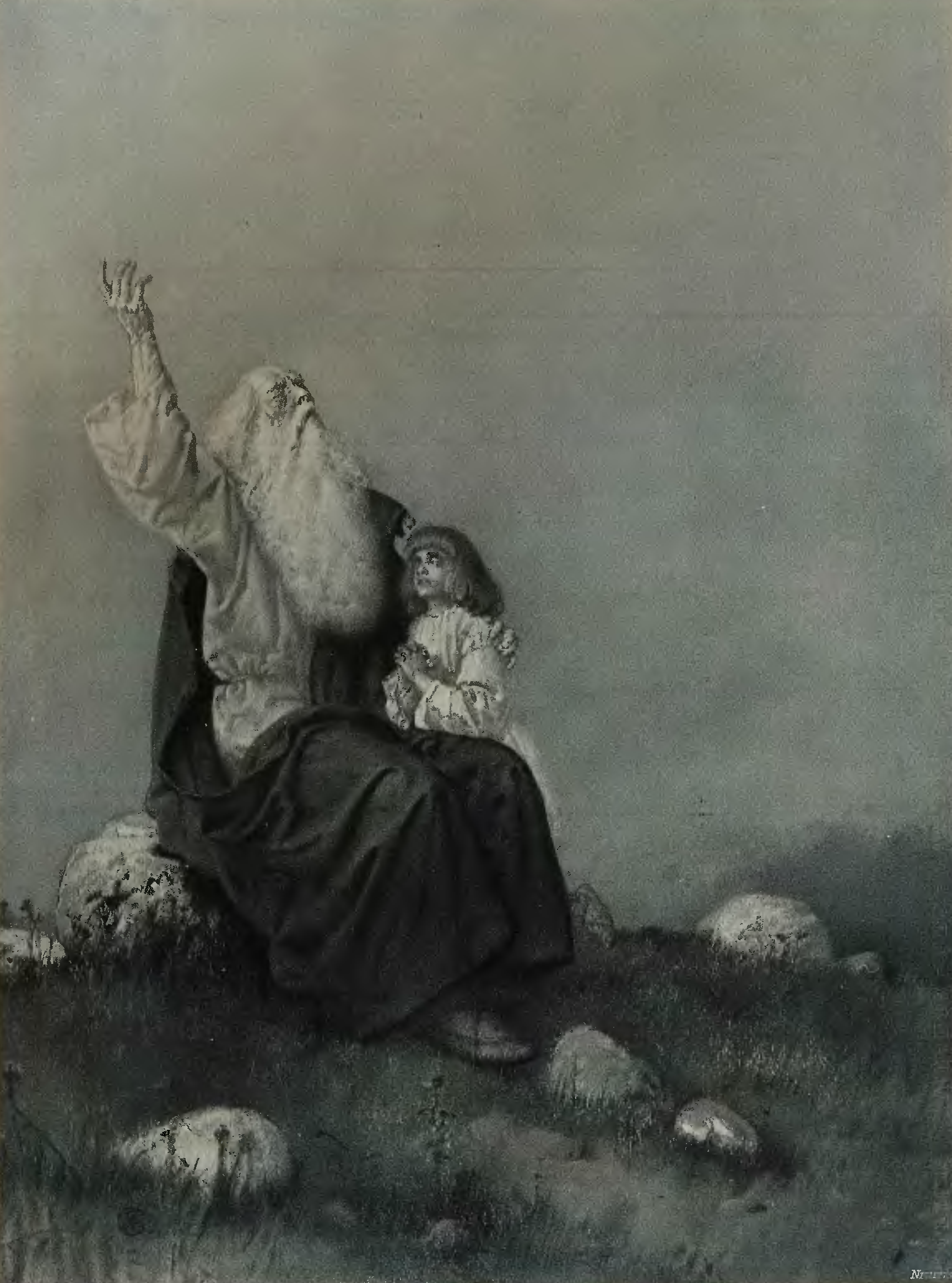
Ilustrace Czesława Boryse Jankowského z roku 1896 k I. části

Zlomky I. části byly nalezeny v Mickiewiczově pozůstalosti a vydané posmrtně v roce 1860 v Paříži. Jde o čtyři nesouvisející scény, které byly napsány pravděpodobně kolem roku 1821. Básník tuto část nikdy nedokončil. 
Předpokládá se, že se v této části mělo uskutečnit setkání dívky a mladého muže, tedy začátek Gustavovy nešťastné lásky. Tato dívka sní v prvním zlomku ve svém pokoji o milenci. Udělala by hodně pro to, aby se s nějakým setkala. Dokonce by spáchala sebevraždu a později se vzkřísila. Odradí jí však, že by to nebylo v souladu s Božími přikázáními.
V druhém zlomu se objevuje skupina vesničanů vedených guślarzem (kouzelníkem) jdoucích na rituál svátků mrtvých. Ve skupině je i stařec s vnukem, dítětem, které se nočního rituálu bojí a chce se vrátit domů. Stařec se rozhodne, že půjde na hřbitov sám a hovoří o své opuštěnosti. Už ho na tomto světě nic nedrží. Všichni, které znal, jsou pryč. Zůstalo jich jen málo a i oni ho brzy opustí. Nejlépe se cítí na hřbitově a tam také brzy zůstane. Přivolá k sobě svého vyděšeného vnuka, modlí se za něj a prosí Boha, aby mu požehnal a dal mu, ať umře v mládí. Vnuk  mu zpívá jeho oblíbenou píseň o panu Twardowském a zakletém zkamenělém mládenci. Třetí zlomek se v krátkosti zabývá vlastním rituálem dziady, který zahajuje svou písní sbor mladých
Ve čtvrtém zlomku se objevuje Gustav, který se během svého loveckého výletu ztratil v lese. Říká, že vždycky cítil přítomnost tajemných bytostí, které kolem něho lehce prolétávají. Jeho volání k němu přiláká Černého myslivce (nejspíše ďábla), který na rozdíl od Gustava loví dívky a své lovy začíná v noci. Neustále Gustava žádá, aby jej přijal za společníka a pomocníka. Gustav se proti tomu ohrazuje, nechce od neznámých osob žádnou pomoc a nechce se s nikým v noci přátelit. Myslivec se však nevzdává. Tvrdí, že nad Gustavem neustále létá zvláštní postava a chce se mu zjevit tělesně, jen když dodrží svůj slib. Vyděšený Gustav neví, co si o tom všem má myslet a rozhovor s myslivcem končí slovy „Nepřistupuj ke mně“. Zlomek uvádí lovecká píseň, kterou Mickiewicz zřejmě z důvodů, že již nechtěl v I. části pokračovat, zařadil mezi své básně.

## Divadelní inscenace a další adaptace

### Polské divadelní inscenace (výběr)
Světová premiéra dramatu se pro jeho nerespektování technických omezení divadelních děl konala až 31. října roku 1901 v Městském divadle v Krakově v nastudování a scénografii Stanisława Wyspiańského, který provedl v textu četná zkrácení a vynechal (pro délku dramatu i kvůli cenzuře) některá dějová vlákna. Režisérem představení byl Adolf Walewski, v roli Gustava/Konráda vystoupil  Andrzej Mielewski.
Novou epochu v dějinách inscenacích dramatu byla představení režiséra Leona Schillera ve Lvově roku 1932 a ve Varšavě roku 1934, kterému se podařilo vytvořit na jevišti nejem monumentální mystérium, ale také jednotný a strukturovaný scénický celek.
Po druhé světové válce komunistická vláda v Polsku od inscenace Dziad odrazovala. Přesto se první poválečná inscenace Dziad konala již 10. května 1945 v Městském divadle v Kališi v režii Romana Cichockiho a další následně v 21. listopadu 1945 v Městském divadle v Opolí v režii Jerzyho Ronarda Bujańského, kteý také ztvárnil postavu Gustava/Konrada.
Známou se stala inscenace režiséra Kazimierze Dejmka z roku 1967 polském Národním divadle ve Varšavě, kde roli Gustava/Konráda ztvárníl Gustaw Holoubek. Na příkaz stranických orgánů komunistické Polské sjednocené dělnické strany byla diváky nadšeně přijatá hra po jedenácti představeních pro její protisovětské poselství stažena z programu, což vyvolalo demonstrace studentů a protesty nejen divadelní obce, ale celé kulturní elity země a iniciovalo události v Polsku v březnu roku 1968.
Proslulá byla inscenace režiséra Konrada Swinarského ve Starém divadle v Krakově roku 1974, ve které došlo k propojení jeviště s hledištěm postavením speciálního mostu. Zpochybněním tradičního rozdělení se diváci stali herci, kteří se stejně jako ostatní herci účastnili hry. Swinarského inscenace byla do roku 1983 uvedena 269krát.
Poprvé byly Dziady provedeny bez jakýchkoli zkratek 20. února 2016 Polském divadle ve Vratislavi v režii Michala Zadary, Představení začalo v poledne a trvalo (se sedmi přestávkami včetně přestávky na oběd a na večeři) až do dvou hodin následujícího dne.

### Hudba
- Stanisław Moniuszko: Přízraky (1852, Widma), kantáta na text II. části Dziad. Jde o lyrické scény pro sóla, smíšený sbor a orchestr,[23] někdy uváděné jako opera.[24]

### Film a televize
- Sceny dramatyczne z Dziadów (1959), polský televizní film z cyklu Teatr Telewizji,  režie Adam Hanuszkiewicz.[25]
- Dziady, trzecia  część (1981, Dziady, třetí část), polský televizní film z cyklu Teatr Telewizji, režie Jan Kulczyński.[26]
- Dziady (1983), polský televizní film z cyklu Teatr Telewizji, režie Konrad Swinarski.[27]
- Lawa, opowieść o „Dziadach” Adama Mickiewicza (1989), polský film, režie Tadeusz Konwicki.[28]
- Dziady (1997), polský televizní film z cyklu Teatr Telewizji, režie Jan Englert.[29]
- Dziady (2011), polský televizní film z cyklu Teatr Telewizji, režie Krzysztof Babicki.[30]
- Dziady (2014), polský televizní film, režie Radosław Rychcik.[31]
- Widma (2017, Přízraky), skladba Stanisława Moniuszka, televizní film, režie Paweł Passini.[32]
- Dziady. Noc pierwsza (2020 Dziady. Noc první), polský televizní film, režie Piotr Tomaszuk.[33]
- Dziady. Noc druga (2020, Dziady. Noc Druhá), polský televizní film, režie Piotr Tomaszuk.[34]
- Dziady. Śladami Adama Mickiewicza (2023, Dziady. Po stopách Adama Mickiewicze), režie Magdalena Małecka-Wippich, Jarosław Gajewski a Jarosław Kilian.[35]

## Česká vydání a inscenace
- Dziady in ŠTULC, Václav. Sebrané spisy básnické. Svazek druhý, Kniha překladův básní A. Mickiewiczových. Praha: I. L. Kober 1878. Dostupné online
- Tryzna (Dziady). Praha: Jan Otto 1895. Překlad Jaroslav Vrchlický.Dostupné online
- Zjevy duší (Přízraky), inscenace kantáty (opery) Stanisława Moniuszka. Národní divadlo v Praze, premiéra 31.10.1899, překlad libreta Václav Juda Novotný, režie Robert Polák.[24]
- Dziady. Praha: Melantrich 1947. Překlad František Halas za spolupráce Josefa Matouše.
- Dziady. Praha: SNKLHU 1954. Překlad František Halas za spolupráce Josefa Matouše.
- Dziady, pořad pražského komorního sdružení pro hudbu, poezii a výtvarné umění Lyra Pragensis 1974, režie Vlastimil Fišar.[2]
- Dziady. inscenace brněnského divadla Buranteatr, premiéra 23. 9. 2012, režie Michal Zetel, přeložil František Halas.[36]